# Tuesday Night Music Club
| Оценки критиков               | Оценки критиков |
| Источник                      | Оценка          |
| ----------------------------- | --------------- |
| AllMusic                      | [ 1 ]           |
| Encyclopedia of Popular Music | [ 2 ]           |
| Los Angeles Times             | [ 3 ]           |
| The Philadelphia Inquirer     | [ 4 ]           |
| Q                             | [ 5 ]           |
| Record Collector              | [ 6 ]           |
| Rolling Stone                 | [ 7 ]           |
| The Rolling Stone Album Guide | [ 8 ]           |
| Uncut                         | [ 9 ]           |
| Robert Christgau              | [ 10 ]          |

Tuesday Night Music Club — дебютный студийный альбом американской певицы и автора Шерил Кроу, вышедший 3 августа 1993 года. Включён в «список 1001 альбомов, которые надо прослушать, прежде чем умереть». Альбом достиг мультиплатинового статуса в США и Великобритании, в итоге Кроу получила 3 премии «Грэмми» в 1995 году, включая такие престижные номинации, как «Лучшая запись года» и «Лучший новый исполнитель».
Название альбома возникло от имени группы Tuesday Music Club, помогавшей Шерил Кроу в работе над диском и собиравшимся по вторникам. Продюсером альбома стал Билл Боттрелл, ранее работавший с Майклом Джексоном, Мадонной и другими известными музыкантами. Первый сингл «Run, Baby, Run» имел лишь частичный успех. Однако альбом привлёк внимание после выхода и успеха третьего сингла «All I Wanna Do», основанного на поэме «Fun» американского поэта Wyn Cooper и написанным Шерил Кроу в соавторстве с David Baerwald, Биллом Боттреллом и Kevin Gilbert. Сингл достиг в США 2-го места в чарте синглов Billboard Hot 100, что позволило и альбому подняться до 3-го места в основном американском чарте Billboard 200, к январю 2008 года было продано более 5,3 млн копий альбома. В английском хит-параде UK Album Chart Tuesday Night Music Club достиг 8-го места и был сертифицирован в 2-кр. платиновом статусе в Великобритании и в 7-кр. платиновом статусе в США (более 7 млн копий).

## Об альбоме
До начала сотрудничества с Кроу группа Tuesday Music Club (Бейрвальд, Рикетс, Боттрелл, Шварц и Маклеод) существовала как случайный коллектив авторов песен, но быстро превратилась коллектив, который не только написал материал для её дебютного альбома, но и принял участие в его записи. Также авторами песен была сама Кроу и Кевин Гилберт, с которым она в то время встречалась. Вскоре после выхода альбома её отношения с Гилбертом стали напряжёнными, и возникли споры о фактическом авторстве песен. Позже в интервью Кроу утверждала, что сама написала их. И Гилберт, и Бейрвальд публично осудили Кроу, хотя позже Бейрвальд смягчил свою позицию. Аналогичное напряжение возникло и с Биллом Боттреллом после её второго альбома, над которым он работал на ранних стадиях. В феврале 2008 года Боттрелл сказал: «Правду трудно описать, но она лежит между тем, что выкрикивали все люди. Всё это было очень расплывчато и очень сложно. Она написала большую часть альбома. Мы с ребятами внесли свой вклад в написание и тексты песен, включая некоторые личные вещи. Однако звук был тем звуком, который разработал я». Однако это было сказано во время продвижения их самой последней совместной работы и противоречит большинству его предыдущих заявлений, включая те, что содержатся в очень подробной книге Ричарда Бускина об этой ситуации. Боттрелл в прежние времена говорил, что Кроу получила вторую по величине часть издательских гонораров за альбом, чтобы мотивировать её усердно работать, поскольку ей все еще предстояло выплатить очень большой долг за свою невыпущенную настоящую первую пластинку, а публикация была единственным способом заработать деньги на своей новой пластинке.
Продажи Tuesday Night Music Club составили около 7,6 миллиона копий в США и Великобритании в 1990-е годы. Альбом также получил три премии «Грэмми» в 1995 году: «Рекорд года», «Лучший новый исполнитель» и «Лучшее женское поп-вокальное исполнение».
Альбом Трэвиса Тритта 2002 года Strong Enough включает песню под названием «Strong Enough to Be Your Man» и был написан как ответ на оригинальную песню Кроу.
Tuesday Night Music Club был переиздан в 2009 году с дополнительным материалом. Делюкс-издание 2009 года включает в себя оригинальный альбом 1993 года, второй компакт-диск, содержащий би-сайды, раритеты и ауттейки, а также бонусный DVD с шестью оригинальными видеоклипами альбома плюс редкую альтернативную версию «All I Wanna Do» режиссёра Романа Копполы. DVD также включает в себя выпущенный незадолго до того документальный фильм, состоящий из дорожных, закулисных, концертных кадров и саундчеков из тура Кроу в начале 90-х. Четыре из ранее не издававшихся записей на бонус‒диске — «Coffee Shop», «Killer Life», «Essential Trip of Hereness» и «You Want More» — были записаны в 1994 году и предназначались для последующего альбома Кроу. Нарезки были сведены для этого альбома оригинальным продюсером Tuesday Night Music Club Биллом Боттреллом. Бонус-диск также включает в себя три би-сайда с британских синглов — «Reach Around Jerk», альтернативную версию «The Na-Na Song» под названием «Volvo Cowgirl 99» и кавер-версию песни Эрика Кармена «All by Myself», а также кавер-версию песни Led Zeppelin «D’yer Mak’er» и песню «On the Outside», которая была выпущена как часть саундтрека к альбому «Секретные материалы».

## Список композиций
1. «Run, Baby, Run» (David Baerwald, Билл Боттрелл, Sheryl Crow) — 4:53
2. «Leaving Las Vegas» (Baerwald, Боттрелл, Crow, Kevin Gilbert, David Ricketts) — 5:10
3. «Strong Enough» (Baerwald, Боттрелл, Crow, Gilbert, Brian MacLeod, Ricketts) — 3:10
4. «Can't Cry Anymore» (Боттрелл, Crow) — 3:41
5. «Solidify» (Baerwald, Боттрелл, Crow, Gilbert, Kevin Hunter, MacLeod, Ricketts) — 4:08
6. «The Na-Na Song» (Baerwald, Боттрелл, Crow, Gilbert, MacLeod, Ricketts) — 3:12
7. «No One Said It Would Be Easy» (Боттрелл, Crow, Gilbert, Dan Schwartz) — 5:29
8. «What I Can Do For You» (Baerwald, Crow) — 4:15
9. «All I Wanna Do» (Baerwald, Боттрелл, Wyn Cooper, Crow, Gilbert) — 4:32
10. «We Do What We Can» (Боттрелл, Crow, Gilbert, Schwartz) — 5:38
11. «I Shall Believe» (Боттрелл, Crow) — 5:34

## Участники записи
- Шерил Кроу — гитара, фортепиано, вокал
- David Baerwald — гитара
- Билл Боттрелл — гитара
- Kevin Gilbert — гитара, ударные («Run Baby Run», «All by Myself»), бас-гитара («All I Want To Do»)
- David Ricketts — бас-гитара («Leaving Las Vegas»)
- Dan Schwartz — бас-гитара
- Brian MacLeod — ударные

## Награды
| Год              | Номинируемая работа                        | Категория | Результат |
| ---------------- | ------------------------------------------ | --------- | --------- |
| 1995             |                                            |           |           |
| «All I Wanna Do» | Best Female Pop Vocal Performance          | Победа    |           |
| «All I Wanna Do» | Премия «Грэмми» за лучшую запись года      | Победа    |           |
| «All I Wanna Do» | Премия «Грэмми» за лучшую песню года       | Номинация |           |
| Шерил Кроу       | Премия «Грэмми» лучшему новому исполнителю | Победа    |           |

## Чарты
| Чарт (1994—1995)                  | Высшая позиция |
| --------------------------------- | -------------- |
| Australian ARIA Album Chart       | 1              |
| Austrian Albums Chart             | 3              |
| Belgian Albums Chart (Flanders)   | 17             |
| Belgian Albums Chart (Wallonia)   | 36             |
| Canadian Albums Chart             | 5              |
| Dutch Albums Chart                | 17             |
| French SNEP Albums Chart          | 8              |
| German Media Control Albums Chart | 9              |
| Japanese Albums Chart             | 54             |
| New Zealand Albums Chart          | 4              |
| Norwegian VG-lista Albums Chart   | 24             |
| Swedish Albums Chart              | 41             |
| Swiss Albums Chart                | 6              |
| UK Albums Chart                   | 8              |
| U.S. Billboard 200                | 3              |

| Чарт (1994)             | Позиция |
| ----------------------- | ------- |
| Canadian Albums Chart   | 42      |
| U.S. Billboard 200      | 60      |
| Чарт (1995)             | Позиция |
| Australian Albums Chart | 14      |
| Canadian Albums Chart   | 23      |
| French Albums Chart     | 88      |
| Swiss Albums Chart      | 15      |
| UK Albums Chart         | 65      |
| U.S. Billboard 200      | 15      |

| Чарт (1990—1999)   | Позиция |
| ------------------ | ------- |
| U.S. Billboard 200 | 98      |

## Сертификации и продажи
| Регион | Сертификация  | Продажи    |
| --- | ------------- | ---------- |
| Австралия (ARIA) | 5× Платиновый | 350 000    |
| Австрия (IFPI Austria) | Золотой       | 25 000*    |
| Бразилия (ABPD) | 2× Золотой    | 200 000*   |
| Канада (Music Canada) | 3× Платиновый | 300 000^   |
| Франция (SNEP) | Золотой       | 100 000*   |
| Германия (BVMI) | Золотой       | 250 000^   |
| Япония (RIAJ) | Золотой       | 160,000    |
| Нидерланды (NVPI) | Золотой       | 50 000^    |
| Новая Зеландия (RMNZ) | 6× Платиновый | 90 000^    |
| Испания (PROMUSICAE) | Золотой       | 50 000^    |
| Швейцария (IFPI Switzerland) | Платиновый    | 50 000^    |
| Великобритания (BPI) | 2× Платиновый | 600 000^   |
| США (RIAA) | 7× Платиновый | 7 000 000^ |
| Итого |               |            |
| Европа | —             | 5,000,000  |
| * Данные о продажах приведены только на основе сертификации. · ^ Данные о тиражах приведены только на основе сертификации. · Данные о продажах + прослушиваниях приведены только на основе сертификации. |               |            |